# Kumiai Kagaku Kōgyō
Kumiai Kagaku Kōgyō K.K. (jap. クミアイ化学工業株式会社, Kumiai Kagaku Kōgyō kabushiki kaisha, engl. Kumiai Chemical Industry Co., Ltd.) ist ein börsennotierter japanischer Hersteller von Pflanzenschutzmitteln. Die Forschung wird als Gemeinschaftsunternehmen mit Ihara Chemical Kōgyō betrieben.

## Geschichte
Das Unternehmen geht auf eine Kooperative (kumiai) von Zitrusbauern in Shimizu (heute Shizuoka), Shizuoka aus dem Jahr 1928 zurück. Zusätzlich begann man mit der Herstellung von Pflanzenschutzmitteln. 1949 wurde das Unternehmen in eine Aktiengesellschaft umgeformt, die 1968 den heutigen Namen annahm.
Meilensteine waren die Einführungen des Fungizids Iprobenfos (Kitazin) 1964 und des Herbizids Thiobencarb 1969.

## Pflanzenschutzmittel
Kumiai Kagaku Kōgyō produziert die folgenden Herbizide, Fungizide, Akarizide und Wachstumsregulatoren:
- Benthiavalicarb-isopropyl
- 6-Benzyladenin
- Bispyribac-Natrium
- Fenothiocarb
- Fluthiacet-methyl
- Mepanipyrim
- Orbencarb
- Prohexadion-Calcium
- Pyriminobac-methyl
- Pyrithiobac-Natrium
- Pyrimisulfan
- Thiobencarb

## Werke
- Misato (ehemals Kogota): 38° 33′ 20,9″ N, 141° 3′ 40,9″ O
- Tatsuno: 34° 50′ 39,8″ N, 134° 32′ 29,6″ O
- Onomichi: 34° 26′ 38,9″ N, 133° 12′ 39,6″ O